# Turnovo (Kroatië)
Turnovo is een plaats in de gemeente Desinić in de Kroatische provincie Krapina-Zagorje. De plaats telt 29 inwoners (2001).